# Gebrüder Treitschke

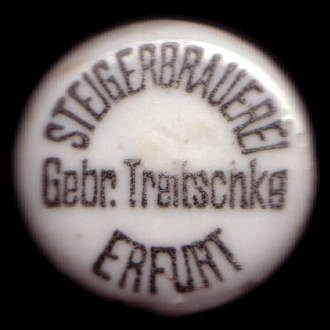
Flaschenverschluss mit Firmenlogo

Gebrüder Treitschke ist der Name einer Brauerei, die unter der Firma von 1822 bis 1908 in Erfurt bestand und danach als Steigerbrauerei AG weitergeführt wurde.

## Geschichte
Die Familie Treitschke stammt aus dem sächsischen Erzgebirge. 1753 siedelte ein Teil der Familie von Jöhstadt nach Erfurt um. Sie wurde zunächst als Tuch- und Weinhändler vermögend.

### Gründung des Familienunternehmens Gebrüder Treitschke
1822 erwarb Johann Friedrich Heinrich Treitschke die Braurechte und gründete in der Marktstraße 34 eine Brauerei. Wenig später übergab er sie seinen Söhnen Wilhelm und Robert. Danach firmierte das Unternehmen als Gebrüder Treitschke. Auch die Tochter des Brauerei-Gründers, Carolina Franziska Dorothea trug zur Unternehmensentwicklung bei, indem sie 1833 mit Carl Johann Christian Wilhelm Heydenreich den Mann, der im Großherzogtum Weimar für die Einführung der Braukunst nach englischem Muster zuständig war, heiratete. Dieser war gleichzeitig Eigentümer des Rittergutes Oberweimar und ab 1839 auch Besitzer des Rittergutes Ehringsdorf. 1839 begründete er auf diesem zuerst eine Branntweinbrennerei, aus der später die Brauerei Ehringsdorf hervorging.

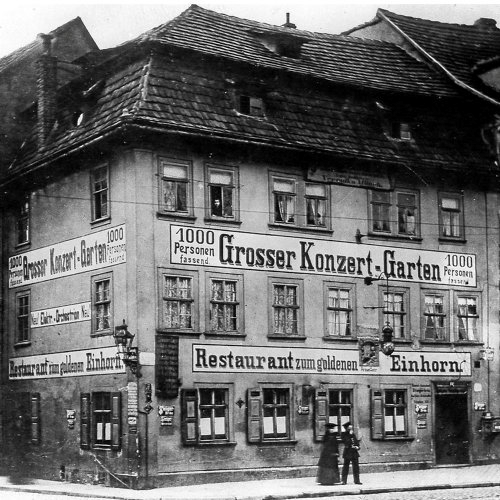
Restaurant zum goldenen Einhorn

### Expansion unter Wilhelm Treitschke jun.
Nach dem sehr frühen Tod der beiden Brüder, wurde das Geschäft ab 1868 von Wilhelm Treitschkes Sohn Wilhelm Treitschke jun. weitergeführt.
Das Wasser für die Brauerei kam zunächst direkt aus dem Fallochgraben, ein offenes Gewässer, das einst durch die Pergamentergasse floss und an der Einmündung zum Domplatz (damals Friedrich-Wilhelm-Platz) über eine Brücke überquert werden konnte. 1873 lagerte Wilhelm Treitschke den Betrieb aus der beengten Altstadt in hierzu neu errichtete Produktionsgebäude an den Steigerwaldrand aus. Das klare Quellwasser aus dem Steiger trug mit zur Standortgunst bei.
Das in der Brauerei Gebrüder Treitschke gebraute Bier wurde nicht nur an Gastronomen verkauft, sondern auch in Flaschen abgefüllt. Zur Förderung des Absatzes erwarb das Unternehmen mehrere Gasthäuser in Erfurt, darunter das Gasthaus Zum deutschen Schwert in der Pergamentergasse und das Restaurant Zum goldenen Einhorn am Domplatz (heute Hauptgebäude der Stadt- und Regionalbibliothek), das in seinem Konzertgarten mehr als 1000 Gästen Platz bot.

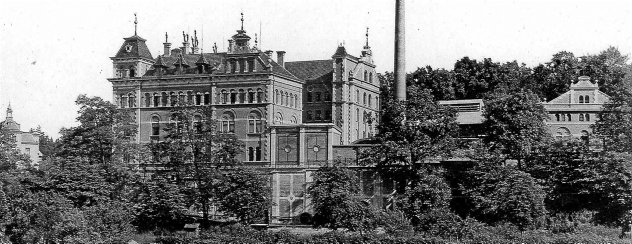
Die Steigerbrauerei um 1900

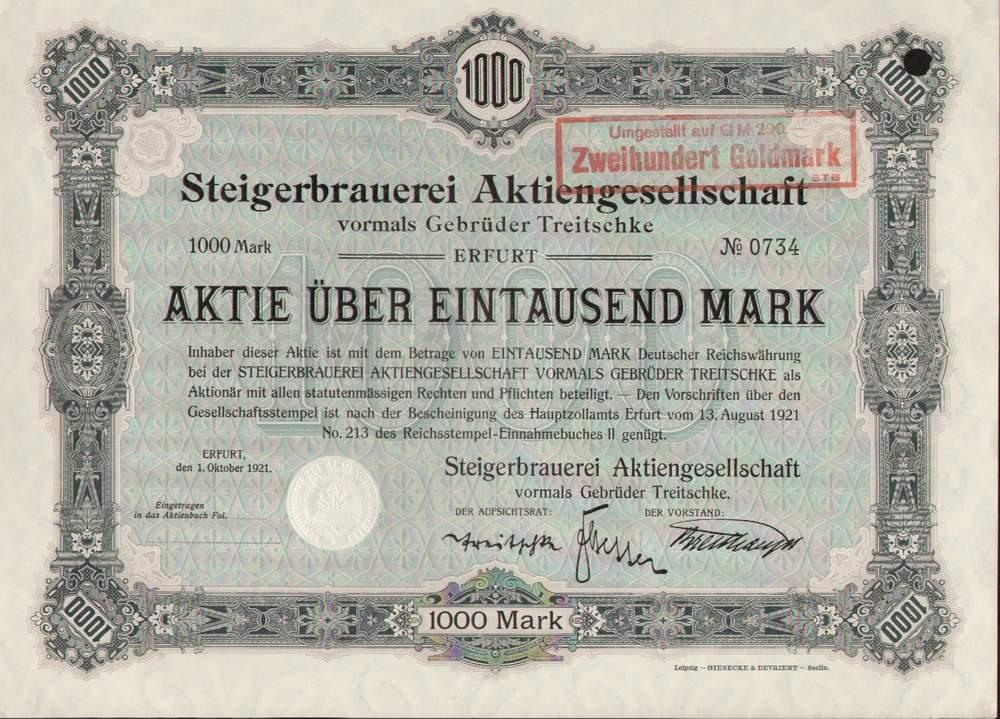
Aktie Steigerbrauerei-AG-vormals-Gebrueder-Treitsch 1921

### Wandlung als Steigerbrauerei Aktiengesellschaft
1908 wurde das Unternehmen in eine Aktiengesellschaft umgewandelt und nannte sich ab dann „Steigerbrauerei Aktiengesellschaft vormals Gebr. Treitschke“. Mit dem frischen Kapital konnte das Unternehmen weiter expandieren. Die Gebäude am Steiger wurden erweitert und dominierten wie ein Schloss den Rand des Steigers oberhalb der heutigen Motzstraße. Jährlich wurden nun bis zu 45000 Hektoliter gebraut und abgefüllt. Für das Severi-Pilsner wurde auch auf Bierdeckeln mit dem Dom als Werbeträger geworben. Die Steigerbrauerei war auch eine der ersten Thüringer Brauereien, die für ihr Flaschenbier eine Pfandgebühr kassierte. Ab dem 1. Juli 1915 mussten pro Flasche zehn Pfennige bezahlt werden.

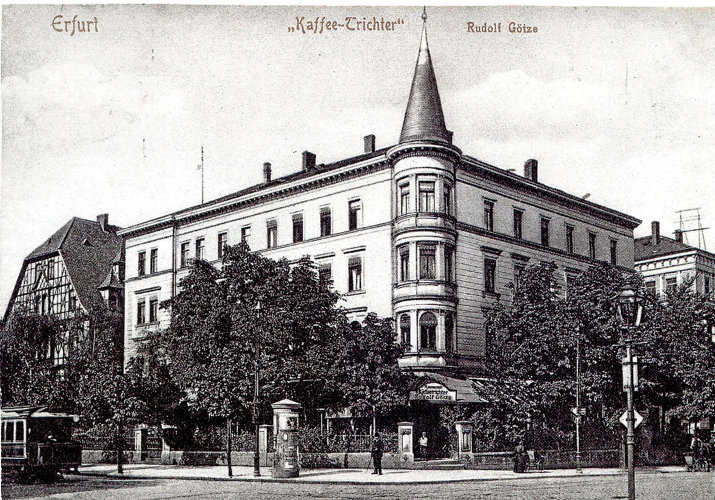
Das ehemalige Café Trichter

1923 wurde ein Gesellschaftsvertrag mit der Aktienbrauerei Eisenach und dem Mälzereidirektor Hermann Schmiedel in Langensalza geschlossen, um sich gegenüber der Konkurrenz zu behaupten. Auch in Eisenach und Gotha wurden nun Gasthäuser übernommen. In Erfurt übernahm das Unternehmen 1937 an der Kreuzung der Löberstraße mit der Schillerstraße ein weiteres Restaurant, das Café Trichter.

### Weiterführung in der DDR-Zeit
Nach dem Zweiten Weltkrieg wurde aus der Steigerbrauerei zunächst eine Kommanditgesellschaft. Diese wurde 1972 in einen volkseigenen Betrieb umgewandelt.
Ein zunehmendes Problem wurde nun die Wasserversorgung, die ab 1960 neue Tiefenbohrungen notwendig machte. Diese führten gleichzeitig zur Zerstörung des nahegelegenen Kresseparks. Bis 1982 wurde am Standort am Steiger „Severi-Pilsner“ und anderes Bier gebraut. Danach wurde der Betrieb der VEB Braugold zugeordnet und nun ein Betriebsteil, in dem hauptsächlich alkoholfreie Erfrischungsgetränke, Limonaden und Mineralwasser abgefüllt wurden. 1990 gab es dort noch 63 Beschäftigte.

### Schließung durch die Treuhandgesellschaft
1990 wurde unter Aufsicht der Treuhandanstalt die Steiger Brunnen GmbH gegründet, die jedoch schon 1994 geschlossen wurde. Danach wurden die Gebäude entkernt und als Sitz des Thüringer Innenministeriums, das zuvor in der Schillerstraße lag, umgebaut.